# Seraïa
La Seraïa (en russe : Серая) est une rivière de Russie et un affluent de la Cherna, dans le bassin hydrographique de la Volga, donc un sous-affluent de la Volga par la Kliazma et l'Oka.

## Géographie
La Seraïa arrose l'oblast de Vladimir. Elle prend sa source près du village de Riouminskoïe et traverse les villes d'Aleksandrov et de Karabanovo. Elle fusionne avec la Moloktcha pour former la Cherna à proximité de la gare de Belkovo, à une altitude de 143 mètres. Le cours inférieur de la Seraïa est étroit et sinueux.